# John de Courcy

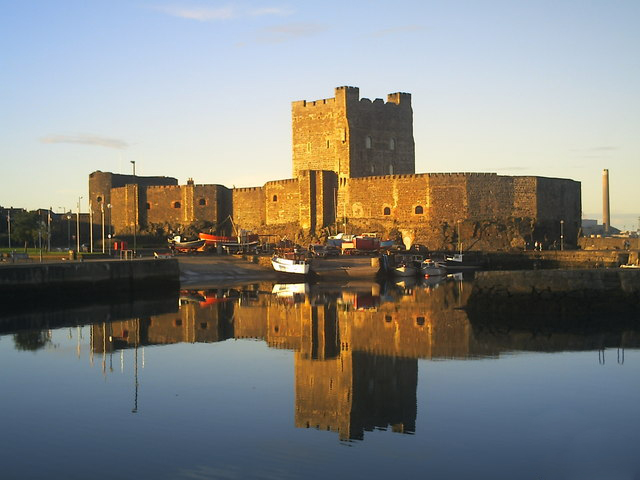
Das von John de Courcy um 1180 begonnene Carrickfergus Castle

John de Courcy (auch John de Courci; * um 1160; † vor dem 22. September 1219) war ein anglonormannischer Adliger. Er war führend an der anglonormannischen Eroberung von Irland beteiligt, diente als Justiciar of Ireland und gilt als einer der ambitioniertesten, aber auch skrupellosesten anglonormannischen Eroberer der Insel.

## Herkunft
John de Courcy entstammte der anglonormannischen Familie Courcy, die ihren Namen von Courcy im Calvados ableitete und die Herren von Stoke Courcy in Somerset waren. Seine genaue Abstammung ist aber nicht gesichert. Die Herren von Stoke Courcy hatten die Patronatsherrschaft über das Benediktinerpriorat St Andrew in dem Dorf, und John selbst gründete später das Priorat St Andrew im nordirischen Ards, das von dem Priorat in Stoke Courcy abhängig war. William de Courcy († 1171), der in der Mitte des 12. Jahrhunderts Herr von Stoke Courcy war, hatte einen Bruder, Jordan. Eine Urkunde von William wurde von Jordan de Courcy und von einem John de Courcy bezeugt. Dieser John war möglicherweise der John Courcy of Ulster, da John Courcy of Ulster einen Bruder namens Jordan hatte. Wenn dies stimmt, dann war John de Courcy of Ulster ein Sohn von William de Courcy. Dieser wurde um 1125 erwähnt und hatte Avice de Rumilly, eine Tochter von William Meschin, dem Lord von Copeland in Cumberland geheiratet. Diese Herkunft würde die Erbfolge von John auf einen Teil von Williams Besitz in Middleton Cheney in Northamptonshire erklären. Die geringe Größe dieses Erbes lässt aber darauf schließen, das John ein unehelicher Sohn war.

## Eroberer von Ulster
John de Courcy kam erst 1176, also mehrere Jahre nach Beginn der anglonormannischen Eroberung, mit einer zweiten Welle anglonormannischer Barone unter William Fitz Audelin nach Irland. Nachdem er zunächst zur Besatzung von Dublin gehörte, marschierte er nur wenige Wochen nach seiner Ankunft mit 22 weiteren Rittern und 300 Soldaten entgegen den Befehlen von William Fitz Audelin nach Nordirland. Im Februar 1177 eroberte er die Bergfestung und Wallfahrtsstätte Down. Ohne Erlaubnis von König Heinrich II. tötete er den König von Dál nAraidi und besiegte 1178 die Iren von Ulaid, womit er Lord of Ulaid wurde. Zwar erlitt er auch zwei Niederlagen von den Fir Li und von den Häuptlingen von Airgíalla und von König Ruaidrí mac Con Ulad Mac Duinn Sléibe, doch er festigte seine Stellung mit dem Bau von Burgen wie Dromore oder Jordan’s Castle, und indem er seine Ritter mit Teilen des eroberten Gebiets belehnte. Seine Hauptburg wurde das ab 1180 erbaute Carrickfergus Castle. Er heiratete 1180 Affreca, eine Tochter von Godred II., des ehemaligen gälisch-skandinavischen Königs von Dublin und König von Man. De Courcy gründete die Städte Downpatrick, Newry, Carlingford, Carrickfergus und Coleraine und reformierte irische Klöster mit Hilfe von englischen Mönchen aus Cumbria. Er gründete Inch Abbey, seine Frau gründete das Kloster Grey Abbey. 1185 behauptete de Courcy, das Grab des heiligen Patrick sowie der Heiligen Bridget und Columban gefunden zu haben, und ließ die Gebeine der drei Heiligen erneut feierlich beisetzen. Das Patrozinium der Kathedrale von Down änderte er von der heiligen Dreifaltigkeit in das des heiligen Patrick.

## Justiciar of Ireland

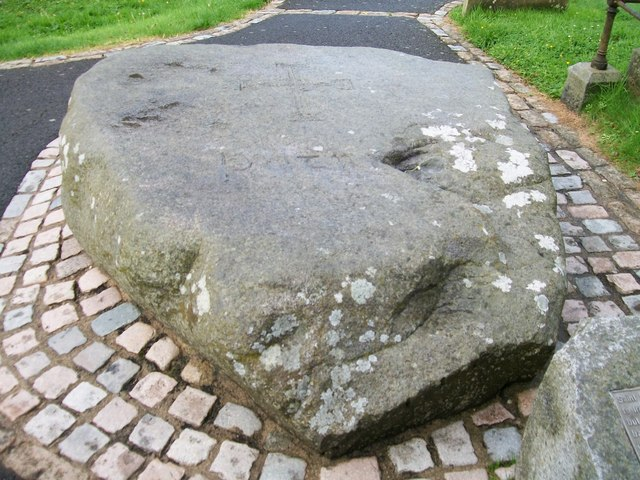
Das angebliche Grab der Heiligen Patrick, Bridget und Columb in Downpatrick

Obwohl er mit seinen Eroberungen König Heinrich II. zutiefst verärgerte, ernannte dieser ihn 1185 als Nachfolger von Hugh de Lacy zum Justiciar of Ireland. De Courcy prägte eigene Münzen mit seinem und dem Bild des heiligen Patrick. Während der Rebellion von Johann Ohneland, des Lords von Irland, gegen seinen Bruder König Richard I., blieb de Courcy loyal gegenüber dem König. Er unterstützte Walter de Lacy gegen Johanns Anhänger sowie Cathal Crobhdearg Ua Conchobair, den König von Connacht, gegen William de Burgh.

## Sturz und späteres Leben
Als Johann Ohneland 1199 König wurde, setzte er de Courcy als Justiciar ab und beauftragte Hugh de Lacy, den Sohn Hugh de Lacys, de Courcy gefangen zu nehmen. 1201 schwor John dem neuen König Treue, doch die Fehde mit Hugh de Lacy wurde dadurch nicht beigelegt. Mit Hilfe des neuen Justitiars Meiler FitzHenry griff de Lacy erst Downpatrick und schließlich Carrickfergus an, und de Courcy musste sich 1203 geschlagen geben. Er weigerte sich nun, sich erneut König Johann zu unterwerfen, worauf er enteignet wurde. Seine Länder fielen an Hugh de Lacy. De Courcy flüchtete schließlich im Mai 1205 zu Aodh Ó Néill nach Tyrone. Mit Hilfe von skandinavischen Söldnern seines Schwagers Ragnvald, des Königs von Man, versuchte de Courcy sein Land zurückzugewinnen. Er belagerte erfolglos Dundrum Castle, ehe er erneut von de Lacy geschlagen und im Tower of London inhaftiert wurde. Der siegreiche de Lacy wurde vom König zum Earl of Ulster ernannt.
Über sein weiteres Schicksal ist wenig bekannt. Der Legende nach soll er für den König in einem Turnier einen französischen Ritter besiegt haben, weshalb er begnadigt wurde. Tatsächlich nahm de Courcy 1210 am Feldzug König Johanns nach Irland teil, während dessen Hugh de Lacy aus Irland vertrieben wurde. De Coury erhielt jedoch Ulster nicht zurück. Er wurde wahrscheinlich gemäß seinem Wunsch in Canons Ashby in Northamptonshire begraben. Seine Ehe war vermutlich kinderlos geblieben, seine Witwe Affreca erhielt im September 1219 vom königlichen Justitiar ihr Witwengut. Miles de Courcy, der später von König Heinrich III. Kingsale erhielt und Stammvater der Barone Kingsale wurde, war vermutlich ein unehelicher Sohn von John de Courcy.